# Václav Bartoš
Václav Bartoš (28. září 1915 – 9. července 1971) byl český a československý politik Komunistické strany Československa a poúnorový poslanec Národního shromáždění ČSR a Národního shromáždění ČSSR.

## Biografie
K roku 1954 se profesně uvádí jako rubač na Dole Antonín Zápotocký. Byl mu udělen Řád republiky.
Ve volbách roku 1954 byl zvolen do Národního shromáždění za KSČ ve volebním obvodu Praha-venkov. Mandát získal i ve volbách roku 1960 (nyní již jako poslanec Národního shromáždění ČSSR za Středočeský kraj, podílel se na projednání ústavy ČSSR v roce 1960). V parlamentu setrval do konce funkčního období, tedy do voleb roku 1964.